# اندرو جکسون

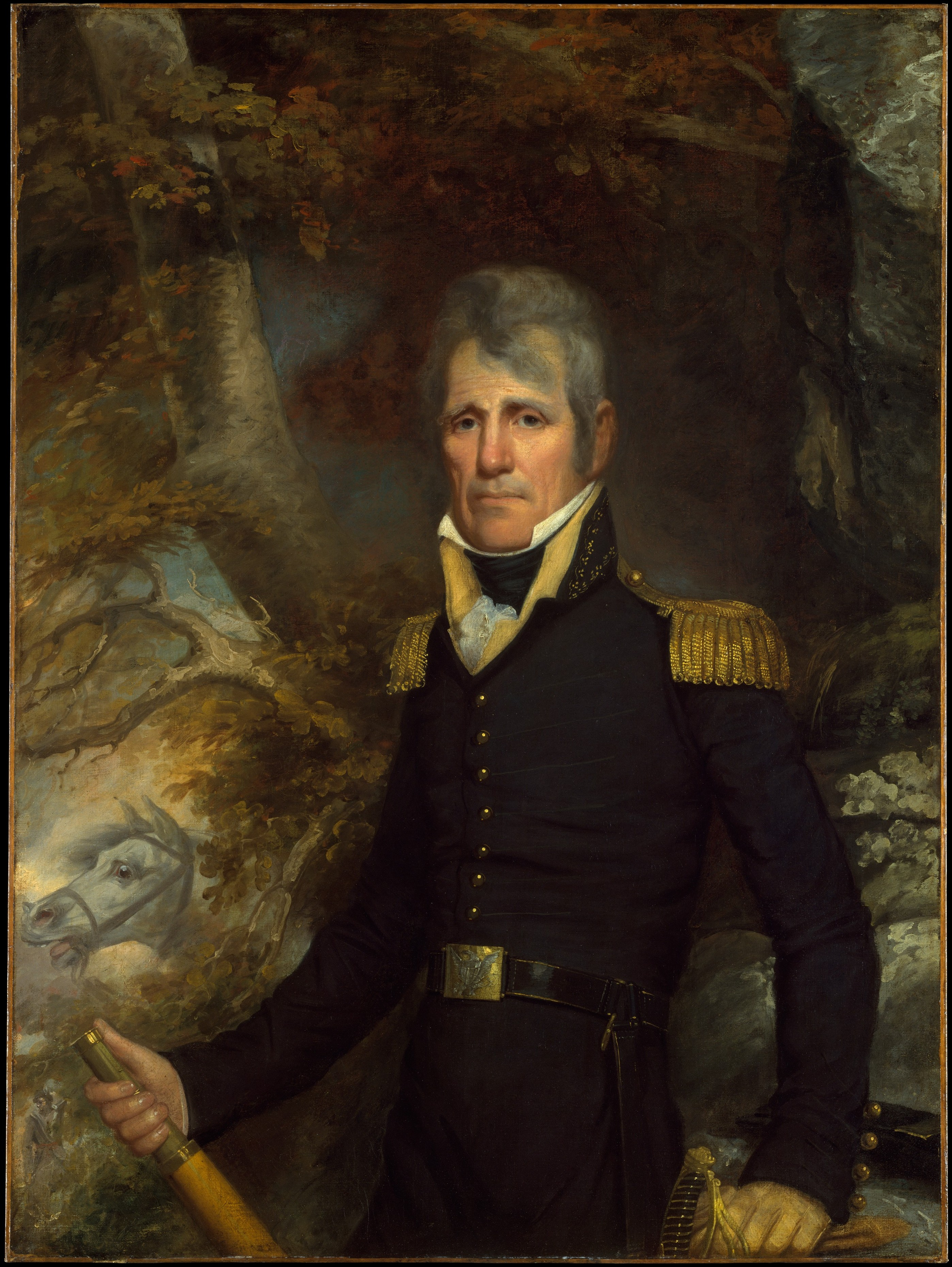
پرتره ژنرال اندرو جکسون پیرامون ۱۸۱۹ میلادی

اندرو جکسون (به انگلیسی: Andrew Jackson) (۱۵ مارس ۱۷۶۷ – ۸ ژوئن ۱۸۴۵) وکیل، سرباز و دولتمرد آمریکایی بود که به‌عنوان هفتمین رئیس‌جمهور تاریخ آمریکا بین سال‌های ۱۸۲۹ تا ۱۸۳۷ مسئولیت ریاست جمهوری آمریکا را بر عهده داشت. قبل از ریاست جمهوری او انشعاب‌هایی در حزب دموکرات-جمهوری‌خواه به وجود آمد و جکسون به حزب تازه تأسیس دموکرات پیوست. او از حامیان استقلال تگزاس از مکزیک و تأسیس جمهوری تگزاس به حساب می‌آمد.
جکسون قبل از جنگ انقلابی آمریکا در کارولینای استعماری به دنیا آمد. او یک وکیل مرزی شد و با راشل دونلسون روباردز ازدواج کرد. او برای مدت کوتاهی در مجلس نمایندگان و سنای ایالات متحده به نمایندگی از تنسی خدمت کرد. پس از استعفا، او از سال ۱۷۹۸ تا ۱۸۰۴ به عنوان قاضی در دادگاه عالی تنسی خدمت کرد. جکسون ملکی را خریداری کرد که بعداً به نام ارمیتاژ شناخته شد و به یک کشاورز ثروتمند تبدیل شد که در طول زندگی خود صدها آمریکایی آفریقایی‌تبار را به بردگی گرفت. در سال ۱۸۰۱، او به عنوان سرهنگ شبه نظامی تنسی منصوب شد و به عنوان فرمانده آن انتخاب شد. او در طول جنگ کریک ۱۸۱۳–۱۸۱۴، در نبرد نعل اسبی پیروز شد و در مورد معاهده فورت جکسون مذاکره کرد که جمعیت بومی کریک را ملزم به تسلیم بخش‌های وسیعی از آلاباما و جورجیا امروزی کرد. در جنگ همزمان علیه بریتانیایی‌ها، پیروزی جکسون در نبرد نیواورلئان در سال ۱۸۱۵ او را به یک قهرمان ملی تبدیل کرد. او بعداً فرماندهی نیروهای ایالات متحده را در اولین جنگ سمینول برعهده داشت که منجر به الحاق فلوریدا از اسپانیا شد. جکسون برای مدت کوتاهی به عنوان اولین فرماندار منطقه ای فلوریدا قبل از بازگشت به سنا خدمت کرد. او در ۱۸۲۴ نامزد ریاست جمهوری شد. او اکثریت آرای مردمی و انتخاباتی را به دست آورد، اما هیچ نامزدی اکثریت انتخاباتی را به دست نیاورد. مجلس نمایندگان با کمک هنری کلی، جان کوئینسی آدامز را به عنوان رئیس‌جمهور انتخاب کرد. حامیان جکسون ادعا کردند که یک «معامله فاسد» بین آدامز و کلی وجود دارد و شروع به ایجاد یک ائتلاف سیاسی جدید کردند که در دهه ۱۸۳۰ به حزب دموکرات تبدیل شد.
جکسون دوباره در ۱۸۲۸ نامزد شد و با وجود مشکلاتی مانند تجارت برده و ازدواج «نامنظم» خود، آدامز را شکست داد. در سال ۱۸۳۰، او قانون جابه‌جایی سرخ‌پوستان را امضا کرد. این اقدام، که به عنوان پاکسازی قومی توصیف شده است، ده‌ها هزار بومی آمریکایی را از سرزمین‌های اجدادی خود در شرق می‌سی‌سی‌پی آواره کرد و هزاران کشته برجای گذاشت. جکسون زمانی که کارولینای جنوبی تهدید کرد تعرفه‌های محافظتی بالا تعیین شده توسط دولت فدرال را لغو می‌کند، با یکپارچگی اتحادیه فدرال مواجه شد. او تهدید به استفاده از نیروی نظامی برای اعمال تعرفه کرد، اما با اصلاح آن، بحران برطرف شد. در سال ۱۸۳۲، او لایحه ای از سوی کنگره برای مجوز مجدد به بانک دوم ایالات متحده را وتو کرد و استدلال کرد که این بانک یک مؤسسه فاسد است. پس از یک کشمکش طولانی، بانک برچیده شد. در سال ۱۸۳۵، جکسون تنها رئیس‌جمهور شد که بدهی ملی را پرداخت کرد.
پس از ترک پست، جکسون از ریاست جمهوری مارتین وان بورن و جیمز کی پولک و همچنین الحاق تگزاس حمایت کرد. میراث جکسون بحث‌برانگیز است و نظرات در مورد میراث او اغلب دو قطبی می‌شود. حامیان او را به عنوان مدافع دموکراسی و ایالات متحده توصیف می کنند قانون اساسی، در حالی که منتقدان به شهرت او به عنوان یک عوام فریبانه اشاره می‌کنند که قانون را در زمانی که برایش مناسب بود نادیده می‌گرفت. رتبه‌بندی‌های علمی روسای جمهور ایالات متحده از لحاظ تاریخی، ریاست جمهوری جکسون را بالاتر از میانگین ارزیابی می‌کنند. از اواخر قرن بیستم، شهرت او کاهش یافت و در قرن بیست و یکم جایگاه او در رتبه‌بندی روسای جمهور کاهش یافت.

## زندگی
اندرو جکسون، هفتمین رئیسِ جمهوریِ ایالاتِ متّحده، به سالِ ۱۷۶۷ در کارولینا به دنیا آمد. او تحصیلاتی پراکنده داشت و در جوانی به مدت دو سال حقوق خواند و به عنوان یکی از وکلای برجسته تنسی شهرت یافت. اندرو جکسون نسبت به شرافت خانوادگیش بسیار حساس بود و بر سر همین مسئله، در چندین منازعه و دوئل شرکت کرد. وی مردی را که به همسرش «راشل» تهمت زده بود، در دوئلی کشت. اندرو جکسون، نخستین مردی بود که از تنسی به مجلس نمایندگان آمریکا راه یافت. او همچنین مدت کوتاهی در مجلس سنا خدمت کرد. اندرو جکسون در جنگ سال ۱۸۱۲ حضور داشت و توانست در نیو اورلئان بریتانیایی‌ها را شکست دهد. پس از این بود که جکسون به یک قهرمان ملی تبدیل شد. در انتخابات ریاست جمهوری سال ۱۸۲۸و زمانیکه جمعیت ایالات متحده آمریکا ۱۲ میلیون و ۸۶۶ هزار و ۲۰ نفر بود، اندرو جکسون از حزب دموکرات-جمهوری‌خواه به عنوان هفتمین ریاست جمهوری ایالات متحده انتخاب شد. اندرو جکسون در نخستین سخنرانی سالانه‌اش در برابر کنگره، پیشنهاد حذف کالج الکتورال را مطرح کرد. او همچنین سعی کرد تا شیوه انتصاب و در اختیار گرفتن مشاغل فدرال را دموکراتیک کند. وضعیت در زمان پرزیدنت جکسون به گونه‌ای بود که دستگاه‌های دولتی بر اساس روابط استخدام می‌کردند و حتی یک سناتور نیویورک هم در آن زمان رسماً به این مسئله اشاره کرده بود. جکسون در قبال این مسئله، دیدگاه نسبتاً متعادلی داشت. او کارمندانی را که تصور می‌کردند دوران تصدی شان دائمی است تقبیح می‌کرد و معتقد بود وظایف دولتی باید چنان ساده و واضح باشند که مناصب دولتی بتواند در میان متقاضیانی که شایستگی اشغال آن را دارند در گردش باشد. در ۳۰ ژانویه ۱۸۳۵، او از اولین سوء قصد به یک رئیس‌جمهور مستقر جان سالم به در برد. وی در ایوان شرقی مجلس نمایندگان آمریکا، دوبار هدف تیراندازی فردی به نام ریچارد لارنس قرار گرفت اما آسیبی به او نرسید. اندرو جکسون هشتم ژوئن سال ۱۸۴۵ در ۷۸ سالگی در تنسی در گذشت.

## سیاست داخلی در زمان اندرو جکسون
از نظر سیاست داخلی موضع‌گیری‌ها تقریباً شفاف بود، دو حزب از «حزب قدیمی جمهوری خواهان» انشعاب کرده بودند. جمهوری خواهان دموکرات یا دموکرات‌ها طرفدار جکسون بودند و جمهوری خواهان ملی یا ویگ با پرزیدنت جکسون مخالفت می‌کردند. پشت پرده اتهاماتی که به جکسون زده می‌شد این نکته نهفته بود که جکسون برخلاف روسای جمهوری پیشین در زمینه سیاست گذاری به خواست کنگره گردن نمی‌نهاد، اما در عوض از قدرت وتو و رهبری حزبش برای فرمان دادن استفاده می‌کرد.
از جمله سیاست‌های مناقشه برانگیز جکسون، سیاست‌های او در رابطه با سیاه‌پوستان و بومیان آمریکایی می‌باشد، جکسون از مخالفان الغای برده‌داری بود و همچنین او در سال ۱۸۳۰، قانون حذف سرخپوستان را امضا کرد که به موجب آن اکثر اعضای قبایل اصلی جنوب شرقی آمریکا را به اجبار به سرزمین‌های مشخص سرخپوستان منتقل می‌کرد‎.

### انتخاب مجدد
جکسون در سال ۱۸۳۲ دوباره به عنوان ریاست جمهوری ایالات متحده آمریکا انتخاب شد. سال ۱۸۳۵ یعنی در دومین دور ریاست جمهوری اندرو جکسون، آمریکا برای نخستین و تنها بار بدهی خارجی نداشت. او همچنین نخستین رئیس‌جمهوری آمریکا بود که با قطار سفر می‌کرد.

## بعد از ریاست جمهوری
وی بعد از پایان دوران ریاست جمهوری اش به محل زندگی پیشینش در هرمیتاز ایالت تنسی برگشت و به مدیریت ملک و املاک خود در آنجا پرداخت. جکسون در دوران بازنشستگی خود فعالیت‌های سیاسی اش را در حزب دموکرات ادامه داد و از ریاست جمهوری مارتین ون بورن و جیمز کی پولک حمایت کرد.

## میراث اندرو جکسون
تا مدت‌ها جکسون در فضای عمومی ایالات متحده به عنوان مدافع دموکراسی و مردم عادی مورد احترام بوده است. با این حال بسیاری از اقدامات او تفرقه‌انگیز به حساب می‌آمده و با حمایت‌های گسترده و مخالفت‌های شدید بسیاری در کشور مواجه می‌شده است. شهرت او از دهه ۱۹۷۰ عمدتاً به دلیل دیدگاه‌های وی مانند مخالفت با لغو برده‌داری و سیاست‌هایش مبنی بر پاکسازی و تبعید اجباری بومیان آمریکا از سرزمین‌های اجدادی‌شان آسیب دیده است.

## نگارخانه

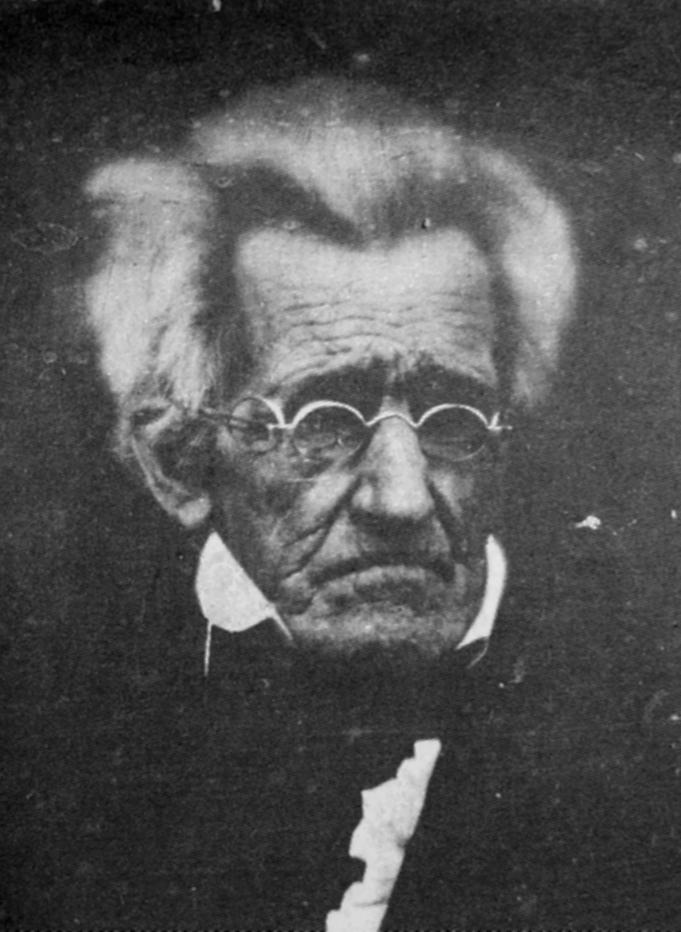
اندرو جکسون در اواخر عمر

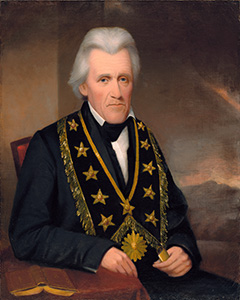
اندرو جکسون با لباس استاد اعظم
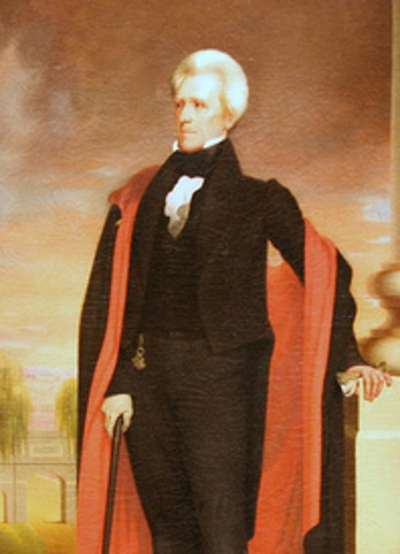
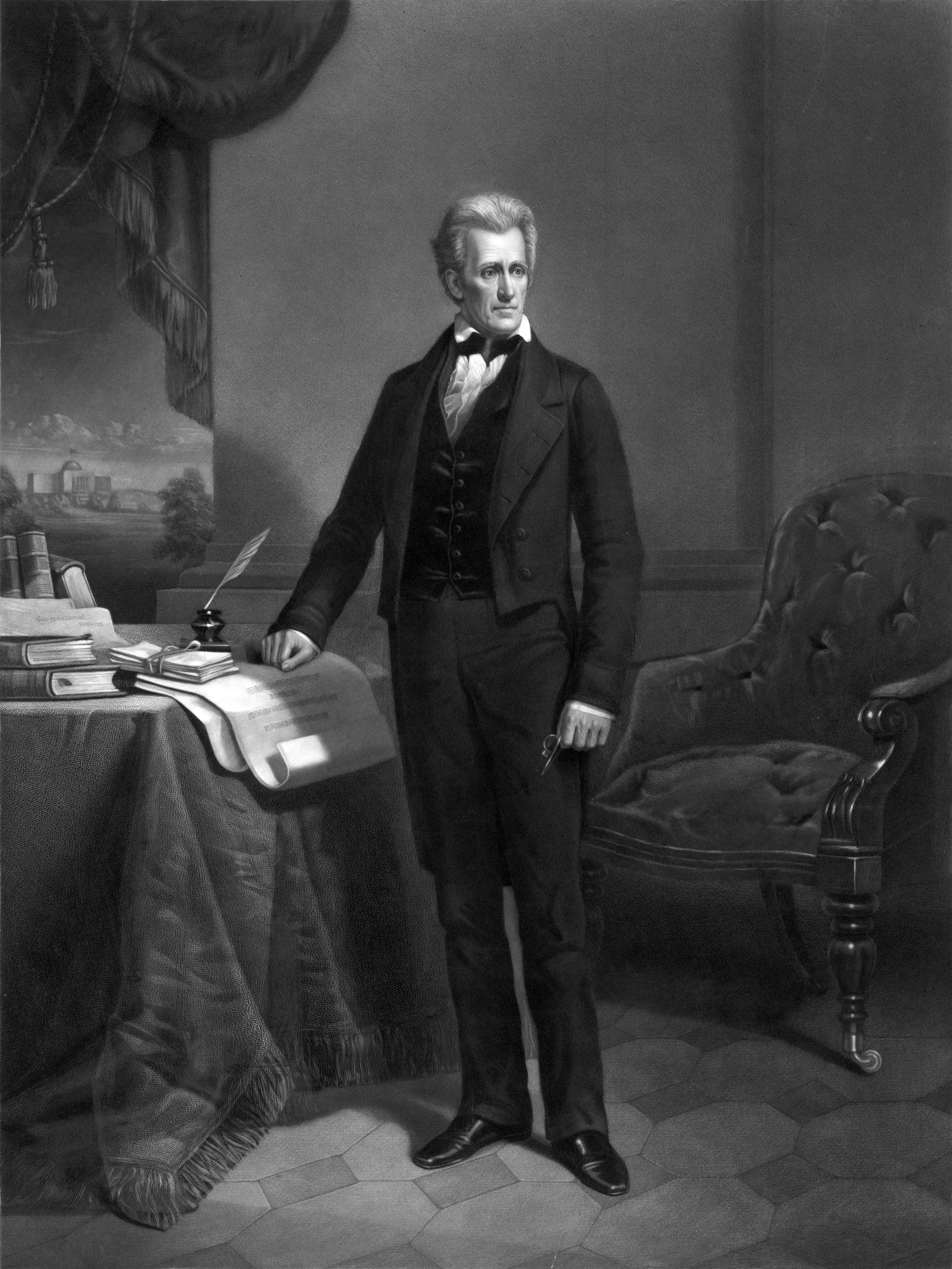